# 上海立信会计金融学院

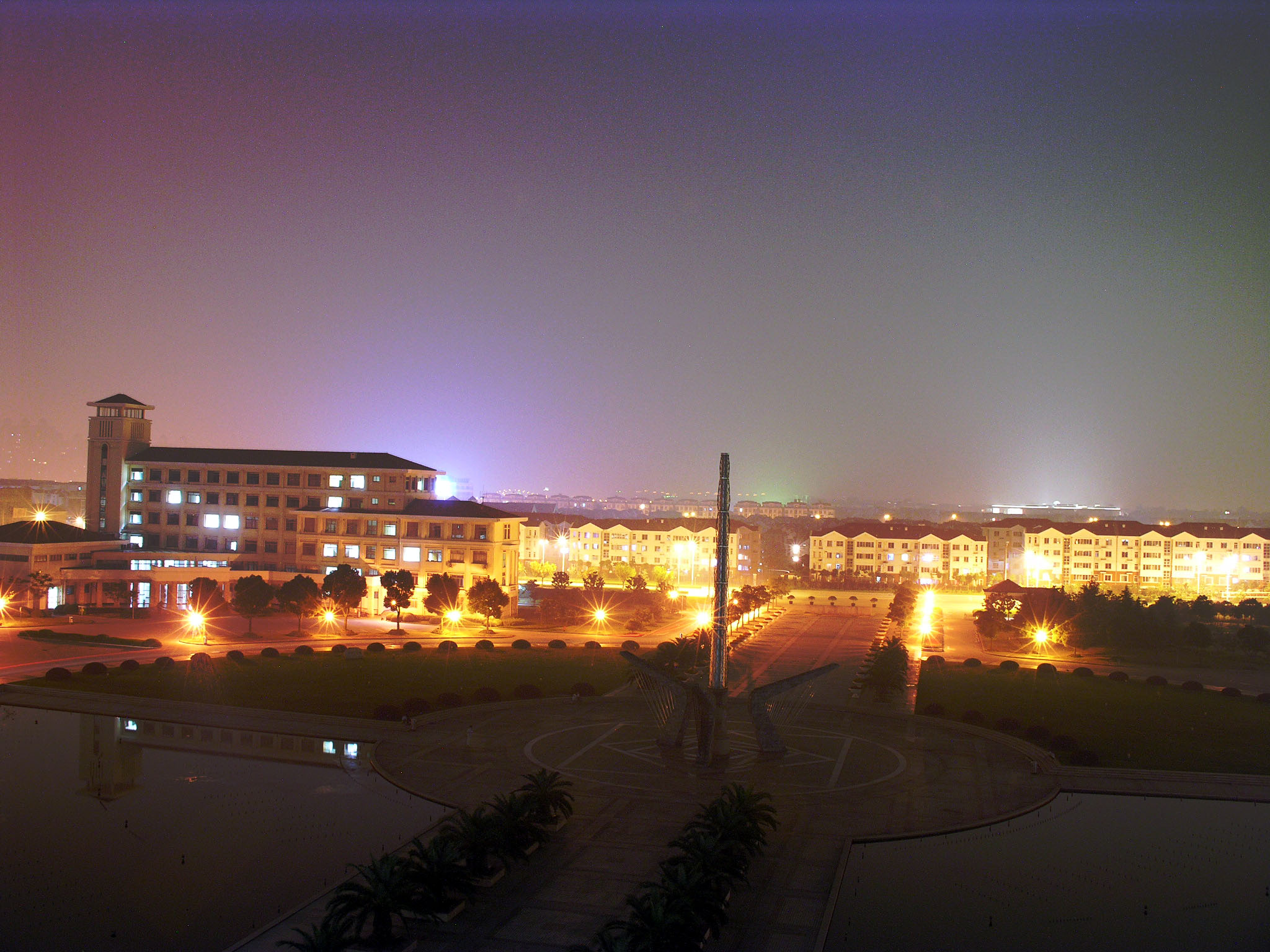
上海立信会计金融学院夜景

上海立信會計金融學院（英语：Shanghai Lixin University of Accounting and Finance），簡稱立信，上海市直屬的公辦高校。2016年，由上海立信會計學院和上海金融学院合併而成。

## 歷史
該校的前身為立信會計專科學校，由會計學家、教育家潘序倫始創於1928年，是中國現代會計教育的發源地之一，1952年中國高等院校院系調整時併入上海財政經濟學院， 1980年經上海市政府批准復校，1992年更名為立信會計高等專科學校，2003年升格為本科院校並更名為上海立信會計學院，2011年獲得碩士專業學位研究生培養資格；上海金融學院前身是始建於1952年的中國人民銀行上海市銀行學校，1987年升格為上海金融專科學校，1992年更名為上海金融高等專科學校，2000年由直屬中國人民銀行總行管理轉為上海市人民政府與中國人民銀行共建、以上海市管理為主，2003年升格為本科院校並更名為上海金融學院；2016年，上海立信會計學院與上海金融學院合併成立上海立信會計金融學院。
目前，上海立信会计金融学院有鬆江、浦東和徐匯三個校區，佔地總面積1200多畝，图书馆館藏圖書240萬冊；有14個實驗教學區，194個穩定的校外實習基地；學校下設14個二級學院，有本科專業33個，碩士專業學位授權點1個；有在校學生20000餘人，其中專業碩士研究生160餘人，本科生18700餘人，專科生1600餘人；有中外合作交流項目50多個，中外合作辦學項目4個，每年有各類長短期留學生近1000人。

### 学校合并
2016年4月26日中华人民共和国教育部网站发布《教育部关于同意上海立信会计金融学院备案的批复》（教发函[2016]100号）的文件。文件显示教育部已同意备案上海立信会计金融学院的备案。文件还建议撤销上海立信会计学院和上海金融学院的建制。
2016年6月24日上午，合并后的上海立信会计金融学院成立暨领导班子宣布大会在立信松江校区举行。同时学校网站6月28日正式上线，同时使用原上海金融学院和原上海立信会计学院网站域名。原网站在更换域名后予以暂时保留。

## 教学科研单位
- 会计学院
- 金融学院
- 工商管理学院
- 国际经贸学院
- 财税与公共管理学院
- 统计与数学学院
- 信息管理学院
- 外国语学院
- 保险学院
- 法学院
- 金融科技学院
- 人文艺术学院
- 马克思主义学院
- 体育与健康学院
- 序伦书院
- 国际财经学院
- 立信研究院[8]

## 临近设施

### 徐汇校区
- 上海軌道交通1號線上海軌道交通4號線上海体育馆站
- 上海軌道交通3號線上海軌道交通4號線宜山路站
- 上海軌道交通9號線宜山路站
- 上海市第六人民医院

### 松江校区
- 上海轨道交通9号线松江大学城站

### 浦东校区
- 上海轨道交通9号线顾唐路站
- 上海金泰广场
- 宝龙城市广场

## 浦东校区
位于位于浦东新区上川路995号，原上海金融学院。